# Буганов Гаджи Османович
Гаджи Османович Буганов (* 25 вересня 1918 — 20 травня 1987) — радянський офіцер, учасник німецько-радянської війни, Герой Радянського Союзу (1945).

## Біографія
Народився 25 вересня 1918 року в аулі Ханар (нині Лакський район Дагестану) у селянській родині. За національністю лакець. У 1939 році закінчив Дагестанський педагогічний інститут. Працював викладачем Махачкалинського медичного технікуму.
У 1939 році спрямований на службу до військ НКВС. З січня по червень 1941 року навчався на курсах молодших лейтенантів НКВС.
На фронтах німецько-радянської війни з жовтня 1941 року, учасник Московської битви. Брав участь в битві за Кавказ. В лютому 1943 року, був важко поранений. З госпіталю направлений на навчання і в листопаді 1943 року закінчив Вищі офіцерські курси «Постріл».
У ніч на 7 листопада 1944 року 23-й ударно-штурмовий стрілецький батальйон (3-й ударно-штурмовий полк, 53-тя армія, 2-й Український фронт) під командуванням капітана Буганова під вогнем противника форсував річку Тиса в районі села Тиса-Єрвань (нині в межах міста Тісафюред, Угорщина), опанував висотою, зайняв плацдарм на західному березі річки, відбив 4 контратаки противника і забезпечив форсування річки іншими підрозділами полку.
24 березня 1945 року капітану Гаджи Османовичу Буганову присвоєно звання Героя Радянського Союзу.
Після війни продовжив службу в Радянській Армії. З січня 1946 по вересень 1947 року — начальник військової кафедри Махачкалинского педагогічного інституту. З грудня 1949 року — старший науковий співробітник Військово-наукового управління Головного штабу ВПС Радянської Армії, з лютого 1953 — старший офіцер оперативного відділу Головного штабу ВПС, з червня 1955 року — старший офіцер відділу оперативної підготовки Головного штабу ВПС.
У 1953 році закінчив Військову академію імені М. В. Фрунзе.
З серпня 1956 року — старший офіцер оперативного відділу штабу 69-ї повітряної армії, але вже з жовтня того ж 1956 року — заступник начальника штабу військового авіаційного училища ВПС. З лютого 1958 року — старший викладач військової кафедри Харківського авіаційного інституту. З серпня 1958 року — старший викладач військової кафедри Дагестанського державного інституту. З вересня 1959 року знову викладав на військовій кафедрі Харківського авіаційного інституту, а з вересня 1962 року — старший викладач кафедри тактики, історії військового мистецтва і загальновійськової підготовки Харківського вищого командного загальновійськового училища.
З грудня 1973 полковник Г. О. Буганов у запасі. Доцент (1967). Жив і працював у місті Харків. Помер 20 травня 1987 року в Харкові. Похований в Махачкалі.